# Florian Valot
Florian Valot (Pau, 12 febbraio 1993) è un calciatore francese, centrocampista del Loudoun Utd.

## Carriera
Dopo aver giocato gran parte della fase giovanile in Francia, Valot passa ai New York Red Bulls II, con i quali esordisce in USL il giorno seguente, nel match vinto per 4-0 contro il Wilmington Hammerheads e servendo l'assist per la seconda rete.
Il 19 luglio realizza la rete decisiva, la prima da professionista, per la vittoria sul Cincinnati finita 2-1. 
Il 23 ottobre conquista il titolo USL, contribuendo con il suo apporto, a battere in finale gli Swope Park Rangers per 5-1.
Il 7 marzo 2018 esordisce in CONCACAF Champions League contro il Club Tijuana sostituendo l'infortunato Marc Rzatkowski e servendo a Wright-Phillips l'assist del definitivo 2-0. Il 25 marzo gioca da titolare la sua prima partita in MLS contro il Minnesota Utd, mentre la settimana realizza la prima rete in prima squadra nel match perso 4-3 contro l'Orlando City.

## Statistiche

### Presenze e reti nei club
Statistiche aggiornate al 12 settembre 2020.
| Stagione                     | Squadra                      | Campionato                   | Campionato | Campionato | Coppe nazionali | Coppe nazionali | Coppe nazionali | Coppe continentali | Coppe continentali | Coppe continentali | Altre coppe | Altre coppe | Altre coppe | Totale | Totale |
| Stagione                     | Squadra                      | Comp                         | Pres       | Reti       | Comp            | Pres            | Reti            | Comp               | Pres               | Reti               | Comp        | Pres        | Reti        | Pres   | Reti   |
| ---------------------------- | ---------------------------- | ---------------------------- | ---------- | ---------- | --------------- | --------------- | --------------- | ------------------ | ------------------ | ------------------ | ----------- | ----------- | ----------- | ------ | ------ |
| 2016                         | New York Red Bulls II        | USL                          | 17+4       | 2+1        | USOC            | -               | -               |                    | -                  | -                  |             | -           | -           | 21     | 3      |
| 2017                         | New York Red Bulls II        | USL                          | 29+3       | 9+1        | USOC            | -               | -               |                    | -                  | -                  |             | -           | -           | 32     | 10     |
| 2018                         | New York Red Bulls II        | USL                          | 1          | 0          | USOC            | -               | -               |                    | -                  | -                  |             | -           | -           | 1      | 0      |
| Totale New York Red Bulls II | Totale New York Red Bulls II | Totale New York Red Bulls II | 54         | 13         |                 | 0               | 0               |                    | -                  | -                  |             | -           | -           | 54     | 13     |
| 2018                         | N.Y. Red Bulls               | MLS                          | 14         | 3          | USOC            | 2               | 0               | CCL                | 4                  | 0                  |             | -           | -           | 20     | 3      |
| 2019                         | N.Y. Red Bulls               | MLS                          | 2          | 0          | USOC            | -               | -               | CCL                | 1                  | 0                  |             | -           | -           | 3      | 0      |
| 2020                         | N.Y. Red Bulls               | MLS                          | 23+1       | 2          |                 | -               | -               |                    | -                  | -                  |             | -           | -           | 24     | 2      |
| 2021                         | N.Y. Red Bulls               | MLS                          | 3          | 0          |                 | -               | -               |                    | -                  | -                  |             | -           | -           | 3      | 0      |
| Totale New York Red Bulls    | Totale New York Red Bulls    | Totale New York Red Bulls    | 43         | 5          |                 | 2               | 0               |                    | 5                  | 0                  |             | -           | -           | 50     | 5      |
| ago.-dic. 2021               | FC Cincinnati                | MLS                          | 9          | 0          |                 | -               | -               |                    | -                  | -                  |             | -           | -           | 9      | 0      |
| Totale carriera              | Totale carriera              | Totale carriera              | 106        | 18         |                 | 3               | 0               |                    | 5                  | 0                  |             | -           | -           | 114    | 18     |

## Palmarès

### Competizioni nazionali
- USL Championship: 1

New York Red Bulls II: 2016
- MLS Supporters' Shield: 1

New York Red Bulls: 2018